# Phyllodactylus delcampoi
Phyllodactylus delcampoi este o specie de șopârle din genul Phyllodactylus, familia Gekkonidae, descrisă de Mosauer 1936. A fost clasificată de IUCN ca specie cu risc scăzut. Conform Catalogue of Life specia Phyllodactylus delcampoi nu are subspecii cunoscute.